# Tuliszków
Tuliszków est une ville de Pologne, située dans la voïvodie de Grande-Pologne. Elle est le chef-lieu de la gmina de Tuliszków, dans le powiat de Turek.